# Оломоуцкие сырки
Оломоуцкие сырки — традиционный чешский сыр с сильным запахом, производимый из кислого творога в окрестностях Оломоуца (в настоящее время в городке Лоштице у Шумперка). Европейская комиссия присвоила продукту статус PGI (Защищённое географическое указание) в 2010 году.
Первое упоминание относится к 1452 году, когда сырки назывались «сельские творожки». В XIX веке стали называться «оломоуцкими», так как продавались на оломоуцких рынках. К этому же времени относится и начало массовой продукции сырков в Лоштицах неподалёку от Оломоуца.
Жаренные в панировке оломоуцкие сырки теряют неприятный запах и являются популярной закуской к пиву или основным блюдом — с гарниром. Их обычно сервируют под соусом — тартар, брусничным или клюквенным.